# H&E R220 Duo
El motor H&E R220, és de potència més alta dintre de la gamma de motors que fabrica la casa H&E, i és indicat per als vols en “tàndem”, amb un pes màxim de 220 Kg.

## Història
És dels motors de segona tongada, fabricats per aquesta marca a partir del 1999, i en principi fabricat sota demanda.

## Funcionament
Posseeix reducció per corretja de polivinil, i té la possibilitat del arranc elèctric, i és molt lleuger. A continuació, s'inclou el quadre d'empenta que indica la marca :
| Taula d'empenta |               |
| RPM             | Empenta en Kg |
| 4.000           | 32            |
| 6.000           | 45            |
| 7.000           | 56            |
| 8.000           | 78            |

Naturalment aquestes empentes, estan supeditades al hèlix emprat, a les condicions meteorològiques i a l'alçada.